# Štakorovica
Štakorovica is een plaats in de gemeente Vojnić in de Kroatische provincie Karlovac. De plaats telt 18 inwoners (2001).